# MACBA
Il Museo di Arte Contemporanea di Barcellona, conosciuto anche con la sigla MACBA, è dedicato fondamentalmente all'esposizione di opere realizzate durante la seconda metà del XX secolo. È situato nel quartiere de El Raval nella città di Barcellona.

## Caratteristiche
La progettazione del museo fu affidata all'architetto statunitense Richard Meier. L'edificio progettato da Meier intende unire le opere d'arte contemporanea esposte all'interno con le forme degli edifici storici limitrofi. L'entrata al MACBA permette accedere ad una hall con forma cilindrica dalla quale partono una serie di rampe meccaniche che conducono alle diverse gallerie espositive.
La mostra comprende opere di arte visiva appartenenti a svariati ambiti tecnici: tele, fotografie, filmati, composizioni.
Momentaneamente tra le opere esposte vi sono quelle di Matta, Fahlstrom, Brassaï, Palazuelo, Roth, Broodthaers, Spero, Balcells, Creischer.

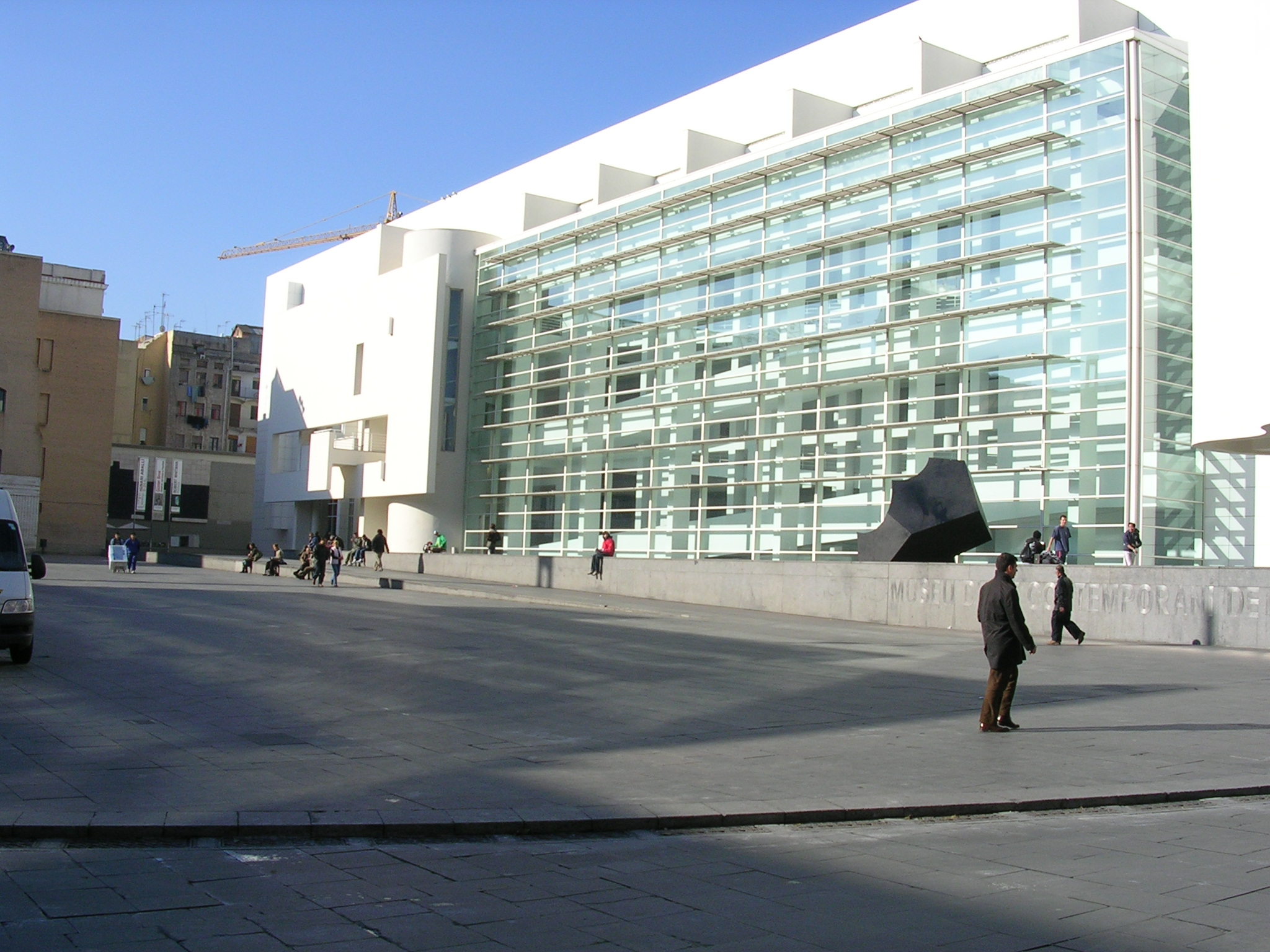
La facciata principale del MACBA e l'antistante Plaça dels Àngels

## Polemica sul ritiro della collezione Philippe Méaille
Per ragioni di sicurezza a causa dell'instabilità politica in Catalogna, Philippe Méaille annuncia che rimpatria la sua collezione in Francia al Castello di Montsoreau-Museo di Arte Contemporanea.  Il Macba deplorerà la decisione di Philippe Méaille di non rinnovare il suo contratto di prestito con l'istituzione, e farà in modo che la sicurezza della collezione sia assicurata. Voci emergeranno per denunciare un pretesto per parte del collezionista, per rimpatriare le opere di Art & Language nel suo museo, aperto solo un anno prima.

## Spot
Grazie alla conformazione della piazza antistante, il MACBA è diventato uno dei più famosi spot (ossia luogo dedicato) dove praticare lo skateboard a Barcellona. Ogni giorno vi si possono vedere all'opera molti skater, anche di livello professionistico.